# Verbale di proclamazione degli eletti
Il verbale di proclamazione degli eletti è un verbale delle operazioni elettorali, compilato in duplice copia dall'organo competente al termine di ogni consultazione elettorale della Repubblica Italiana (circoscrizionali, comunali, provinciali, regionali, politiche, europee), con il quale viene attestato il risultato dell'elezione e viene determinato il candidato prescelto.
Una di tali copie viene inoltrata all'ufficio elettorale centrale, competente per territorio (nel caso delle elezioni politiche, tale ufficio è costituito presso la Corte di cassazione), che provvederà alla proclamazione degli eletti, redigendone apposito verbale.
Il verbale di proclamazione degli eletti è l'atto impugnabile in sede giudiziaria, dai diretti interessati o da ogni cittadino, per far valere eventuali errori o illegittimità, chiedendo la correzione del risultato elettorale (nel caso delle elezioni politiche, il ricorso può presentato solo dai diretti interessati e competente a decidere è esclusivamente la Giunta delle elezioni della Camera o del Senato).